# Сизов, Евгений Степанович
Евгений Степанович Сизов (13 марта 1930, Москва, СССР — 1 мая 1979, там же) — советский историк, источниковед и музейный работник.

## Биография
Родился 13 марта 1930 года в Москве. В 1948 году поступил в Московский историко-архивный институт, который он окончил в 1953 году. Будучи выпускником института, он глубоко увлёкся историей и работал научном источниковедческом кружке под руководством Сигурда Шмидта. Очень много внимания уделял Москве путём работы с 1956 года в музеях Московского Кремля, а с 1975 года стал главным хранителем указанных музеев. Ответственная работа подорвала здоровье гениального историка, в связи с чем он очень рано ушёл из жизни.
Скончался 1 мая 1979 года в возрасте всего лишь 49 лет. Похоронен на Хованском кладбище (место № 217).